# أولي شتيليكه
أولي شتيليكه (بالألمانية: Uli Stielike) من مواليد 15 نوفمبر 1954، لاعب كرة قدم ألماني سابق، ومدرب كرة قدم ألماني حالي.
لعب مع منتخب ألمانيا لكرة القدم.
يعمل مدرباً لمنتخب كوريا الجنوبية منذ عام 2014.

## مسيرته الكروية
لعب أولي شتيليكه خلال مسيرته الاحترافية مع 3 أندية في ستة عشر موسمًا وسجل خلالها 63 هدفًا ضمن 391 مباراة. حيث فاز في ثلاثة مواسم بالكأس وفي ثمانية مواسم بالدوري.
خاض أولي شتيليكه مسيرته مع نادي بوروسيا مونشنغلادباخ في موسم 1972–73 ليلعب معه خمسة مواسم، مشاركًا في 109 مباراة سجل خلالها 12 هدفًا. ثم انتقل إلى نادي ريال مدريد في موسم 1977–78 ليلعب معه ثمانية مواسم، حيث شارك في 215 مباراة سجل خلالها 41 هدفًا. لينتقل بعدها إلى نادي نوشاتل زاماكس في موسم 1985–86 واستمر معه طيلة ثلاثة مواسم، مشاركًا في 67 مباراة سجل خلالها 10 أهداف.

## روابط خارجية
- أولي شتيليكه على موقع الاتحاد الدولي (مؤرشف)  (الإنجليزية)
- أولي شتيليكه على موقع الاتحاد الأوربي (الإنجليزية)
- أولي شتيليكه على موقع قاعدة بيانات كرة القدم.إي يو (الإنجليزية)
- أولي شتيليكه على موقع بيانات كرة القدم. دي إي (الألمانية)
- أولي شتيليكه على موقع ناشيونال فوتبول تيمز (الإنجليزية)
- أولي شتيليكه على موقع Soccerbase.com (مدرب) (الإنجليزية)
- أولي شتيليكه على موقع Soccerway.com (الإنجليزية)
- أولي شتيليكه على موقع عالم كرة القدم.نت (الإنجليزية)
- أولي شتيليكه على موقع كووورة